# 日本青年会議所
公益社団法人日本青年会議所（にっぽんせいねんかいぎしょ、略称：日本JC、英: Junior Chamber International Japan、英語略称：JCI-Japan）は、リーダーを志す青年経済人の社会活動を目的とする日本各地の青年会議所を会員として組織した公益社団法人である。国際青年会議所加盟。

## 概説
世界118の国と地域に活動拠点がある国際青年会議所(Junior Chamber International、JCI）に加盟している。JCI本部は米国ミズーリ州セントルイスにあり、日本JC(日本青年会議所)は、JCIのNOM（National Organization Member、ノム）と呼ばれる国家青年会議所である。

## 理念
1950年（昭和25年）5月1日、行動綱領として「個人の修練（トレーニング）、社会への奉仕（サービス）、世界との友情（フレンドシップ）」の三信条が採択された。日本青年会議所（以下JC）の理念はこの三信条を基本姿勢に置き、三つの信条の下でボランティアや行政改革等に取り組むとしている。
1960年JC綱領、1970年JC宣言、1980年JC運動指針、1990年新JC運動指針、2000年人間力あふれる社会起業家の育成、2010年己を律し行動するJAYCEEが提言、示されている。

## 組織

### 組織の構成
国内671の地域に各地青年会議所が組織されており、日本青年会議所は全国にあるこれらの各地青年会議所の総合調整機関として1951年に設立された。
日本青年会議所には、各地青年会議所の連携・連絡調整機関として、47都道府県ごとにブロック協議会が、ブロックの連携・連絡調整機関として地方ごとに10の地区協議会が組織されている。
日本青年会議所の会員は各地青年会議所であり、その活動は各地青年会議所から受け入れた出向会員によって行われている。
各地青年会議所は、規定の会員数を集め、各地青年会議所のうちの1つの会議所がスポンサーになり、日本青年会議所の承認を受ければ新設できる。ただし、各市区町村に1つの会議所のみという規定はない。

### 日本JCチャーターLOM
大阪青年会議所、東京青年会議所、名古屋青年会議所、西宮青年会議所、函館青年会議所、広島青年会議所、前橋青年会議所（50音順）

### 会員会議所の新設
各市区町村に一会議所のみという規定は国際青年会議所にはないため、居住地域にある既存の各地青年会議所で希望する活動内容が行われていない場合は、規定の会員数を集め、全国671の青年会議所のうちの一会議所がスポンサーになり日本JCに申請して承認を受ければ、会員会議所として新設できる（例えば〇〇市の経済規模・地域規模が大きくなり、分割した方が合理的な場合に元々のJCがスポンサーとなり新JCが新設された例がある）。

## 会員

### 資格と入会
会員資格は、20歳から40歳までの男女であり、満40歳になる年の年度末（12月31日）に満期扱いとなり卒業することになる。卒業後は、出身LOMのシニアクラブに所属することができ、正会員から特別会員となる。卒業年度に日本JC会頭やLOM理事長を務めた者が卒業の翌年1年間、前任者として役職を担当する例外を除き、卒業生は組織に直接関与することはできない。設立当時の年齢制限は35歳であったが、1952年に変更された。
日本青年会議所には各地青年会議所より団体で入会することになっており、個人で日本青年会議所に直接入会することは出来ない。各地青年会議所に入会し、出向という形で日本青年会議所の活動に参加している。

### 会員数
JC会員はJaycee（ジェイシー）と呼ばれ、全世界の会員総数は約140,000名、日本全国の会員総数は約30,000名（うち女性会員約2,000名）、各地青年会議から出向して組織される日本青年会議所の委員数は約1,800名。年度単位（1月～12月）で組織役職を原則一新する単年度制を採用している。

### 会員の構成
日本全国の正会員の構成割合は、製造・卸売・小売業31％、建設設備業24%、サービス業17%、不動産業4%、飲食関係3%、ホテル、IT関係、弁護士・司法書士等が各2%、医療関係、農林水産業、宗教関係が各1%、その他12%となっており、第1次産業から第3次産業まで多様な業種で構成されている。
正会員の約9割が代表者・取締役・管理職である。

## 歴史
- 1949年（昭和24年）9月3日 - 「祖国日本の復興」を目指し、東京青年商工会議所（現、東京青年会議所）として創立。発会当時の会員数は以下の48名で初代理事長はミツワ石鹸の三輪善雄（善兵衛）。
三輪善雄（善兵衛）、岩波雄二郎、黒川光朝、近藤民三郎、鈴木康雄、八田恒平、堀越善雄、丸晋、森岡賢一郎、大木基彰、山田隆、朝倉孝吉、鮎川弥一、伊藤和夫、神谷克郎、亀井要、川崎七三郎、黒田彰一、小坂俊雄、小島健二、小西達司、小松彰久、阪部康正、杉山元太郎、鈴木重明、住友勝、外池寅松、堤平五、成毛収一、西浦文三、服部禮次郎、濱野一郎、守谷一郎、森美秀、森村衛、山本恵造、近藤利郎、井口俊次、中山進一、寺平好孝、長谷川一男、篠崎貞蔵、古林秀夫、喜頭時彦、近藤利夫、安西伯、森下泰、岡谷康治
9月3日は、日本におけるJC運動が公式に発足した日として記念され、JCデーと呼ばれている。
- 1951年（昭和26年）
  - 2月9日 - 活動が各地に広まった2年後、東京、大阪、前橋、函館、西宮、名古屋、旭川、広島の各地青年会議所が参加した総会で、日本青年会議所設立。初代会頭は虎屋16代目の黒川光朝（東京JC）。
  - 5月 - カナダのモントリオールで開かれた第6回国際青年会議所世界会議で、JCI 加入を承認される。
- 1952年（昭和27年） - JCI第2回アジア地域会議を東京にて開催。初の国際会議開催となる。
- 1953年（昭和28年）
  - 「JCデー」として9月3日を制定（1949年9月3日の東京JCの誕生にちなむ）。
  - 第1回全国会員大会を名古屋にて開催。
- 1955年（昭和30年） - JCソングを制定。
- 1956年（昭和31年） - 南ベトナムに医療団を派遣。
- 1957年（昭和32年） - JCI第12回世界会議を東京にて開催、皇太子明仁親王（当時）が出席。
- 1958年（昭和33年） - 日本JC初となる会頭選挙を実施。
- 1959年（昭和34年） - 第1回全国理事長会議を東京にて開催。
- 1960年（昭和35年）
  - 「JC綱領」を制定。
  - 日本JCシニアクラブが発足する。
- 1961年（昭和36年） - 日本JC創立10周年記念式典を東京にて開催、池田勇人首相（当時）らが来賓。
- 1962年（昭和37年） - ヨーロッパへEEC視察団派遣。
- 1963年（昭和38年） - 「日本青年会議所新聞」創刊、1面は池田首相（当時）・瀬味会頭（当時）との対談。
- 1964年（昭和39年） - 機関紙「30億」を創刊。
- 1965年（昭和40年） - 常任理事・評議員制度を施行。
- 1966年（昭和41年）
  - 第1回政治問題セミナーを開催。田中角栄、大平正芳、中曽根康弘等が参加した。
  - JCI第21回世界会議を京都にて開催。京都国際会館のこけら落としの催事となった。
- 1967年（昭和42年） - 第1回京都会議を開催。
- 1968年（昭和43年） - 第1回極東アジアJAYCEEシンポジウムを札幌にて開催。
- 1969年（昭和44年）
  - 軽井沢トップセミナーで牛尾会頭（当時）が「企業内ゲバ論」を展開。
  - JCI会頭選挙で前田博が当選、日本人初のJCIトップが誕生した。
- 1970年（昭和45年）
  - 大阪万博に「屋外劇場」を寄贈。
  - 初の北方領土視察団を派遣。
- 1971年（昭和46年）
  - 日本JC創立20周年記念式典を東京で開催、佐藤栄作首相（当時）らが祝辞。
  - 第1回「JCアジアの船」を就航。（その後に第18回まで継続）。
- 1972年（昭和47年） - 「ヤングブルー3万人対話集会」各地で開催。
- 1973年（昭和48年） - 「私権の制限」など会頭提言を宝塚にて発表。
- 1974年（昭和49年）
  - 京都会議で緊急事態宣告「省資源運動」を採択。
  - 初の日ソ青年交流会議を東京にて開催。
- 1975年（昭和50年） - 教育問題で全国アンケートを実施。
- 1976年（昭和51年） - 国家問題会議を東京にて開催。（「自民党決別宣言」）。
- 1977年（昭和52年） - JCIが公用語に日本語を採用する。
- 1978年（昭和53年）
  - 全ソ青年団体委員会の招きで代表団が訪ソ（日中条約締結後最初の訪ソ団）。
  - 第1回青年経済人会議を東京にて開催、与野党の代表を招き提言。
- 1979年（昭和54年） - 中華全国青年連合会の招きで代表団が訪中。
- 1980年（昭和55年）
  - 「日本の安全と防衛」5万人アンケート調査。
  - JCI第35回世界会議を大阪で開催、ジョン・ケネス・ガルブレイスが基調講演を行う。
- 1981年（昭和56年） - 日本JC創立30周年記念式典を京都で開催。
- 1982年（昭和57年） - 行革無料講師派遣事業開始、「土光臨調」を支援。
- 1983年（昭和58年） - 「ウォッチ・ザ・議会運動」を全国で展開。
- 1984年（昭和59年） - 教育改革へ向け「教育サミット」を東京にて開催。
- 1985年（昭和60年）
  - ソマリア難民キャンプを当時の会頭・副会頭が視察、バチカンにてローマ法王・ヨハネ・パウロ2世に謁見する。
  - 世界青年サミットを広島にて開催。
- 1986年（昭和61年） - JCI第41回世界会議を名古屋にて開催、ワールドウォッチ研究所長レスター・R・ブラウンが基調講演。
- 1987年（昭和62年）
  - 中国から技術研修生第1陣来日、各地の会員企業で1年間研修。
  - 第1回TOYP大賞を制定、「傑出した若者10人」を表彰。
- 1988年（昭和63年）
  - 第1回国際アカデミーを沖縄にて開催。
  - 臨時総会を高知にて開催、「新宣言」を採択。
- 1989年（平成元年）
  - 「こんな規制いらない運動」を全国で展開。
  - 「地球環境グローバルプロジェクト」キャンペーンを開始。
- 1990年（平成2年）
  - 「地方分権」をテーマに全国理事長が536都市で首長面談。
  - 政策提言「変えてしまえ！日本」を発刊。
- 1991年（平成3年）
  - 「21世紀青年国連」をニューヨークにてJCIと共催。
  - 日本JC創立40周年記念式典を東京にて開催。
- 1992年（平成4年）
  - 京都会議にて「地球市民の時代」幕開けを宣言。
  - リオデジャネイロで開催された地球サミットに公認NGOとして参加。
- 1993年（平成5年）
  - 京都会議にて「もったいない運動」を提唱。
  - 「地球市民財団」を設立。
- 1994年（平成6年） - 「もったいない強化月間」を全国一斉に実施。
- 1995年（平成7年）
  - 阪神・淡路大震災復興支援活動に全国で延べ5万人以上の会員が参加。
  - 「鐘の鳴る丘」ふれあいキャンプ全国で展開。
- 1996年（平成8年） 
  - 京都会議にて「新人間社会の創造」を提唱。
  - 阪神・淡路大震災被災地住民の心のケアを目的に神戸にて「ハートネットワークセンター」設立。
- 1997年（平成9年）
  - 日本海沿岸重油流出災害に対し、JC会館に「情報ネットワークセンター」開設。
  - 「今一度、ウォッチ・ザ地方自治」アンケート実施。
- 1998年（平成10年）
  - アメリカ3都市で「日米地球市民会議」を開催。
  - 「8月8日地球市民の日」運動を全国で展開。
- 1999年（平成11年） - 韓国JCとの共同事業「第1回日韓ジュニアサッカーフェスティバル」を横浜にて開催。
- 2000年（平成12年）
  - 「2000年代運動指針」を福山にて発表。
  - JCI第55回世界会議を札幌にて開催。
- 2001年（平成13年）
  - 日本JC創立50周年記念式典を大阪にて開催。「JCアクションプラン21」を発信。
  - 「新宣言（現JC宣言）」を大阪にて採択。
- 2002年（平成14年） - 教育・経済・地域・拡大の分野でNOMとLOMが協働事業を全国で展開。
- 2004年（平成16年） - JCI第59回世界会議を福岡にて開催。
- 2005年（平成17年）
  - JC版ローカルマニフェスト型公開討論会を推進、JC版ナチュラル・ステップ協働運動を全国展開。
  - 日本国憲法JC草案を作成、姫路にて発表。
- 2006年（平成18年）
  - 「倫理・道徳教育推進運動」を全国展開。
  - 「日韓世界平和推進共同宣言」をソウルにて締結。
  - 第55回ASPAC高松大会を開催。
- 2007年（平成19年） - 「近現代史教育プログラム」を展開。
- 2008年（平成20年）
  - 「憲法タウンミーティング」を全国展開。
  - 「地球温暖化防止アクションプラン」を展開。
- 2009年（平成21年）
  - 領土意識醸成運動「全国一斉100万人署名運動」を展開。
  - 国民参加型「憲法タウンミーティング」を全国一斉開催。
  - マニフェスト型公開討論会（チャレンジ300）を展開。
  - 第59回 ASPAC長野大会を開催。
- 2010年（平成22年）
  - 7月1日 - 公益法人（公益社団法人）として登記。
  - JCI第65回世界会議を大阪にて開催。
  - 「2010年代運動指針」策定。
  - 47ブロック協議会災害協定締結。
- 2011年（平成23年）
  - 東日本大震災復興支援活動に全国から多くの会員が参加。
  - 「笑顔デザインプロジェクト～心的外傷後ストレス障害（PTSD）対策支援」など復興に向けた施策を実施。
  - 日本JC創立60周年記念式典を名古屋にて開催、記念誌を発刊。
- 2012年（平成24年）
  - 自助・共助の防災システム「JC-AID」の受注をスタート。
  - 第1回復興フォーラム開催を岩手県盛岡市にて開催。
  - 領土領海意識醸成セミナーを全国で開催。
- 2013年（平成25年）
  - 第2回復興フォーラムを宮城県仙台市にて開催。
  - 青少年版 領土・領海意識醸成プログラムが文部科学省「教育映像等審査制度」で承認され、全国的に展開。
- 2014年（平成26年）
  - 第3回復興フォーラムを福島県いわき市にて開催。
  - 第64回ASPAC山形大会を開催。
- 2015年（平成27年） - 「ニッポンサイコープロジェクト」リリース[4]。櫻井よしこを塾頭に迎え「グローバルリーダー育成塾」を設置。
- 2018年（平成31年）第68回ASPAC鹿児島大会を開催。
- 2019年（令和元年）SDGsアワード特別賞（SDGsパートナーシップ賞）を受賞。

## 事件・不祥事

### 1979年

#### 富士スピードウェイ廃止騒動
1979年7月、（社）御殿場青年会議所（静岡、御殿場JC）が周辺道路の渋滞、富士グランチャンピオンレース観戦の暴走族が周辺で集会や暴走行為を繰り返す環境の悪化による青少年への影響、省エネルギー時代にそぐわないことを理由に富士スピードウェイの廃止、サーキットからの転用を静岡県に陳情した。それに加えて、1983年（昭和58年）に富士GCで起きた高橋徹の死亡事故により、サーキットを廃止しゴルフ場などのレジャーランドへの転用が発表される事態となった。
モータースポーツ業界は「日本モータースポーツ振興会」を設置し、廃止に反対の立場を表明したが、1984年再び廃止転用の動きが表面化し、1985年スピードウェイの親会社である三菱地所がサーキットの廃止について言及する。
レース業界は更に「FISCO廃止問題連絡協議会」を設置し、大御神レース村ガレージや富士GC選手会も参加し、一般レースファンへのPR活動などを活発に行い、激しく反対運動を展開した。漫画家のしげの秀一も『バリバリ伝説』（『週刊少年マガジン』）のタイトル頁で、主人公巨摩郡が「FISCOなくなったら困るぜ！みんなで反対しよう！」と呼びかけるかたちで反対運動に賛同した。
1986年1月、地権者である富士スピードウェイ協力委員会が反対の意を示し、連絡協議会主催により東京でシンポジウムが開催され、神田から丸の内の三菱地所まで東京都内をデモ行進した。同年6月、小山町長に三菱地所から廃止問題についての地権者との調停依頼があり、同年7月30日、廃止問題は白紙とする旨の小山町長の裁定が下され、存続が決定し廃止騒動は収束した。

### 1998年

#### 旭川女体盛事件
1998年2月14日、1998年度日本JC「地球市民づくり情報循環会議」、日本青年会議所(日本JC)建設部会、一般社団法人旭川青年会議所（北海道、旭川JC）の3団体幹部ら合計33人が、北海道旭川市駅前のホテル地下の居酒屋でハレンチな猥褻行為を目的とした「懇談会」を行なった。旭川JCメンバーと日本JC会議スタッフが「今日はバレンタインデーなので、旭川では女体盛りを用意しました」と幹部にコンパニオンを全裸にし刺身を盛り付けたパーティーを企画。その場にいた日本JC議長と副議長4人を含むメンバーらは、「一瞬「おおっ！」と驚きの声を上げ、次いで蜜にたかる蟻のように女体盛りに群がった」や「初め女の子はサングラスをかけていたが、乗ってくるとそれをはずし、脚も開いた。なかには刺身を股や乳首にくっつけてから食べる」JCメンバーもいたと週刊紙に書かれた。事件は6月になってコンパニオンしていた少女が補導され、パーティーを話したことで発覚。実はコンパニオンが未成年と判明したことで10月に議長らは旭川中央警察署で事情聴取を受けた。16歳の未成年に懇談会のために依頼した4人が逮捕された。そのうちの一人である不動産会社役員の東京JC会員（27）は売春防止法違反と北海道青少年保護育成条例違反で逮捕され、東京JCを除名処分となった。1998年11月3日と17日発売の写真週刊誌『FLASH』に「「女体盛り」逮捕犯」「あ!日本青年会議所（JC）議長のハシが乳首を!!刺身「女体盛り」ハレンチ写真」などの表紙見出しで、現場写真が2号連続で掲載された。日本JCは「懇親会としては不適切で、反省すべきもの」という内容の見解表明をした。

#### 横浜セクハラ事件
1998年7月25日午後4時頃、日本青年会議所ファッション部会が神奈川県横浜市で開催された「日本JCサマーコンファレンス1998」会場で、客席100人ほどのステージにビキニ姿のコンパニオン2人が水着ショーの後、体にバスタオルを巻きつけてビキニを脱ぎオークションにかけていたとして市民団体などに苦情があった。神奈川人権センターはセクハラ問題として日本JCに対し事実調査と公表を求める申し入れ書を提出し、抗議した。後援した横浜市も事実関係の調査に乗り出し、日本JC側は事実を確認し、謝罪した。

### 2003年

#### 東京JC日本振興銀行事件
2003年2月12日、（社）東京青年会議所（東京JC）が第一ホテル東京で開催した例会で、パネリスト木村剛が「20億円集めれば銀行をすぐに作れる」と発言したことをきっかけに、東京JC入会希望者として出席していた消費者金融の資金元である卸金融を手がけるノンバンク「オレガ」の落合伸治が20億円用意し、木村にアドバイスを受け「中小新興企業融資企画株式会社」を設立して銀行設立準備に入った。
また、2003年度東京JC理事長であった平将明も銀行設立計画に賛同し、さらにJC会員約90人から1億円が集められた。同年8月20日に予備免許申請が金融庁に受理され、同日夕刻、落合、木村、平の3人が「日本振興銀行設立」記者会見を行った。以降、新聞や雑誌など多くのメディアが「東京JCが新銀行をつくる」と報道した。2日後の8月22日、平は「公益法人は営利企業の設立はできない。個人の立場で記者会見に臨んだ」と東京JCメルマガを通じて見解を明らかにし、一部の報道は事実に反するとした。
その後、設立資金20億円出資者の設立発起人で社長に就任していた落合は、木村や平を含む役員らに銀行役員を解任され、木村を告発するに至った。

#### 強制わいせつ事件
2003年10月17日午後10時頃、（社）釧路青年会議所（北海道、釧路JC）会員ら5人が、JCの月例会後に来店した釧路市末広町3のスナックで、共謀の上、女性従業員（26）に服を脱ぐよう強要したが拒否されたため、スーツと下着を強制的に脱がせ全裸の体を触ったほか、カメラ付き携帯電話で撮影するなどわいせつ行為をした。2004年5月12日までに、釧路警察署は強制猥褻の疑いで逮捕、翌13日、道東経済センタービルの記者会見で2004年度、2003年度、2002年度の釧路JC理事長3人が会員の不祥事を謝罪した。

### 2006年

#### 八尾JC傷害致死事件
2006年10月7日午後9時50分頃、（社）八尾青年会議所（大阪、八尾JC。旧法人）会員20人が、日本JC全国会員大会で集まった郡山市熱海町・磐梯熱海温泉のホテルで宴会中、会員（35）が「盛り上げようと思って」寝ていた新入会員（38）の頭髪にアルコール度数96%で引火性の強いウォッカをかけ、ライターで火を付け顔や全身に重度のやけどを負わせ、死亡させた傷害致死容疑で逮捕された。また、現場にいた八尾JC監事が同専務理事に、ウォッカ瓶を近くの川に捨てるよう指示していたことも発覚し、証拠隠滅容疑で逮捕された。大やけどを負った新入会員は、2006年10月27日に呼吸不全で死亡した。2007年5月31日、福島地裁郡山支部の判決公判で裁判長は「あまりに幼稚で不謹慎極まりなく、酌量の余地はない」として被告に懲役2年6月（求刑懲役6年）の実刑を言い渡した。弁護側は「ライターで体毛を焦がす行為は前から宴会の座興として行われており、やけどを負わせる意図はなく過失だった」と無罪を主張していた。2006年12月、八尾JC旧法人は、公益社団法人日本青年会議所（当時）から除名処分となり、直後に解散した。なお、2012年には新たな「八尾青年会議所（八尾JC・新法人）」が設立され日本青年会議所にも参加し、2019年には一般社団法人の資格も取得しているが、あくまでも旧法人の除名・解散後に改めて結成された別組織としているため、公式サイトにて本事件への言及は一切されていない。なお、八尾JC会員OBによる「八尾青年会議所シニアクラブ」は、合同懇親会を行うなど新法人と関係があるが、旧法人時代のOBとの関係は不明である。

### 2007年

#### 日本共産党による靖国神社アニメ制作への批判
2007年5月17日の衆議院教育再生特別委員会で、日本共産党衆議院議員・石井郁子は当時の内閣総理大臣・安倍晋三に、日本JCが制作した『誇り～伝えようこの日本のあゆみ～』と題されたDVDアニメをつかった新しい教育事業を文部科学省が採択したことは「靖国神社の戦争観を子どもに刷り込むための教育プログラム」であると述べた。日本共産党は「侵略戦争を正当化する」と主張したが、日本JC側は「真意は共産党の言っていることと全く逆だ」と反論した。日本共産党機関紙『しんぶん赤旗』は連日、「日本の侵略戦争と植民地支配を正当化する」などのように報じた。

### 2018年

#### 「宇予くん」問題
2018年の年初から、日本青年会議所国家戦略グループの内部組織である憲法改正推進委員会が、「宇予くん」と称するキャラクターを用いたTwitterアカウントを、同会議所が運営することを明らかにしないまま、「対左翼を意識し、炎上による拡散も狙う」というコンセプトの元で運用。NHKや朝日新聞などの報道機関、国会議員や、中国、韓国への誹謗中傷が多数投稿された。このことがネットで明らかになると、日本青年会議所は2月27日にTwitterアカウントを削除し、翌2月28日に公式ウェブサイトに「お詫び」を掲載。宇予くんが、日本青年会議所が企画したものであることを認めるとともに、憲法改正論議活性化の目的に反し、誹謗中傷や品性を欠いた内容ばかり投稿されていたとして謝罪した
。
これに対して、全国紙等の報道では、他者を中傷する投稿の内容や、投稿が日本青年会議所によるものであることを隠していたこと、コンプライアンスが機能していなかったことに対して批判が相次いだ。また、ネットメディア等では、フォロワー数が65人に過ぎなかったこと等を挙げて、ソーシャル・マーケティングの稚拙さやネット･リテラシーの低さが指摘された。

#### 職員への不当解雇裁判
女性職員が職場の受動喫煙によりぜんそくが再発し、改善を求めても拒否されたため、2016年9月より体調不良で休職。女性職員は職場復帰の条件として、受動喫煙対策が必要という医師の診断書を提出したにも関わらず、2017年4月に「休職中に出勤命令に応じなかった」という理由で解雇されたため、2018年5月に東京地方裁判所に労働審判を請求。同年7月、JCは対応の不手際を認め、解雇を撤回し、440万円の解決金を支払うことで調停が成立した

### 2020年

#### Twitterとの協定
2月10日、日本青年会議所のメディアリテラシー確立委員会のアカウントが「情報・メディアリテラシーの確立に向けて」という協定をTwitter JAPAN社と締結したことを発表した。『女性自身』は、ネットでは非難の声が殺到しているとし、荻上チキは「特定の思想に偏ったリツイートを繰り返している」とし、「リテラシーの理解やモラルを高めるのに役立つ情報」という趣旨と異なるとして批判した。

### 2022年

#### 米子JC理事長による無免許ひき逃げ事件
2022年2月16日の午前6時30分頃、（一社）米子青年会議所（鳥取、米子JC）の理事長が無免許にもかかわらず同市内の国道を乗用車で運転し、自転車と衝突する事故を起こしたうえ救護をせず現場から逃走した。その夜、無免許ひき逃げで逮捕された。米子JCは同18日付でホームページに謝罪文を掲載した。
3月16日には、理事長を除名し、新理事長を任命したことを発表した。

### 2023年

#### 青森JC会員による青森ねぶた祭における暴力行為
2023年8月6日に行われた青森ねぶた祭において、（一社）青森青年会議所（青森、青森JC）男性会員1名と男性ボランティアスタッフ1名が曳き手に対して暴力行為を行なった。青森JCは8月18日に臨時総会を開き、男性会員の除名と関係断絶、男性ボランティアスタッフとの関係断絶、2024年の青森ねぶた祭への参加自粛を発表した。

### 2024年

#### 東京JC大田区委員会 会計広報幹事によるYouTube名誉毀損事件
2024年1月19日に警視庁滝野川署が、名誉毀損の疑いで東京JC大田区委員会の会計広報幹事を逮捕した。YouTubeの投稿動画で、面識のある女性の名誉を傷つけた疑い。大田区JCからは特に除名や処罰などをおこなわず、起訴釈放後も引き続き会計広報幹事の職に就いている。

#### 東京JC大田区委員会 会計広報幹事によるスピード違反事件
2024年7月1日に東京JC大田区委員会の会計広報幹事が自身のYouTubeチャンネルで、法定速度を89キロオーバーのスピード違反により、懲役3か月・執行猶予2年の有罪判決となった旨を説明。前述の罪状と合わせて前科2犯になったが、引き続き会計広報幹事の職に就いている。